# Uchucchacuaíta
La uchucchacuaíta es un mineral de la clase de los minerales sulfuros. Fue descubierta en 1984 en la mina Uchuc-Chacua, en la provincia de Oyón (Perú), siendo nombrada así por este yacimiento. Un sinónimo es su clave: IMA1981-007.

## Características químicas
Es un sulfuro de plata, manganeso y plomo con aniones adicionales de antimonio. Es de la serie de la andorita con manganeso.
Además de los elementos de su fórmula, suele llevar como impurezas: hierro y selenio.

## Formación y yacimientos
Aparece en un yacimiento hidrotermal.
Suele encontrarse asociado a otros minerales como: alabandina, galena, benavidesita, esfalerita, pirita, pirrotita o arsenopirita.